# Козма презвитер
Козма презвитер, погрешно наричано Презвитер Козма, е село в Североизточна България.
Името на селото до 1934 г. е Кара Чуфаллар, когато е наречено на средновековния български писател Презвитер Козма.

## География
Село Козма презвитер се намира в община Омуртаг на главен път София – Варна, на 5 km на североизток от общинския център град Омуртаг и на 15 km от Търговище.

## История
През втората половина на ХIII век Селджукския султанат се разпада и е наследен от няколко дъщерни държави. Сред тях е Караманското емирство на Нуреддин бей, който обединява номадските тюркски племена, живеещи в района на дн. Сивас. Век по-късно караманско население е преселено в новозавладените от османците български територии, като голяма част от тези преселници попадат в Лудогорието. Според преданието тридесет семейства са се заселили в местността между днешните села Божурка и Козма презвитер, защото тогава се е вярвало, че ако прескочиш река върлуващата тогава епидемия от чума ще те отмине.
Войните между Русия и Османската империя, Балканската война и Втората световна война предизвикват няколко големи емиграции от района. Кооперирането на селското стопанство и централизираното планиране на икономиката води нова миграцията през 1950 – 1951 г. Селото е напуснато от нова група свои жители през 1968 – 1978 г., според договора между България и Турция за събиране на разделени семейства. Емигриращите се заселват в градовете Чорлу, Анкара, Бандърма, Балъкесир. Пета и последна вълна на емиграция настъпва след Възродителния процес през 1989 г.
През 1912 г. в селото се установяват имигранти от Беломорска Тракия, т.нар. тракийски бежанци. Днес тези земи са в териториите на Гърция и Турция. През 1951 г. в Козма презвитер се заселват шопи от Западна България. През 1963 г. в селото се заселват двамата братя Билал и Идриз от с. Чернооково, Преславско. Те поставят началото на рода Карагозлер.

## Религия
В селото живеят християни и мюсюлмани.